# Simulium acontum
Simulium acontum es una especie de insecto del género Simulium, familia Simuliidae, orden Diptera.
Fue descrita científicamente por Chen, Zhang & Huang en 2005.